# Julius Deuschle
Karl Aloys Julius Deuschle (* 18. Dezember 1828 in Dorheim; † 16. September 1861 in Berlin) war ein deutscher Gymnasiallehrer und Philosophiehistoriker.
Als Sohn eines kurhessischen Rentmeisters besuchte Deuschle das Hanauer Gymnasium und bezog 1847 die Berliner Universität, um Klassische Philologie zu studieren. Hier freundete er sich mit Paul Heyse an. Später wechselte er nach Bonn und Marburg. 1851 wurde er Lehrer in Marburg, 1852 in Hanau, 1855 in Magdeburg am Pädagogium des Klosters Unser Lieben Frauen. 1858 ging er ans Berliner Friedrich-Wilhelms-Gymnasium, wo er 1861 nach vielen Jahren Krankheit im Alter von 32 Jahren starb.
In seiner Forschungsarbeit beschäftigte sich Deuschle mit dem griechischen Philosophen Platon, zu dem er Kommentare, Analysen, Editionen (Gorgias, Protagoras) und Übersetzungen lieferte. Dazu gehören auch die Gymnasialprogramme Die platonische Sprachphilosophie (Marburg 1852), Ueber platonische Mythen (Hanau 1854) und Ueber den platonischen Politikos (Magdeburg 1857).

## Schriften (Auswahl)
- Die platonische Sprachphilosophie. Marburg 1852 (Schulprogramm)
- Die platonischen Mythen. Hanau 1854 (Schulprogramm)
- Ueber den platonischen Politikos. Magdeburg 1857 (Schulprogramm)
- Gorgias. Für den Schulgebrauch erklärt von Julius Deuschle. Leipzig 1859